# Provincia de Buzen
La provincia de Buzen (豊前国; Buzen no kuni) era una antigua provincia de Japón en el norte de la isla de Kyūshū en el área actual de una parte de la prefectura de Fukuoka y la prefectura de Ōita. La provincia de Buzen limitaba con las provincias de Bungo y Chikuzen.
Las ruinas de la antigua capital de la provincia se encontraban cerca de la actual ciudad de Toyotsu. El castillo de  Kokura se encontraba en Buzen, y fue la residencia de muchos señores feudales (daimyo).
Después de la abolición del sistema de los clanes en 1871, la provincia de Buzen formó parte de la prefectura de Kokura por cuatro años hasta que fue absorbida por la prefectura de Fukuoka en 1876.